# 18-та авіапольова дивізія (Третій Рейх)
18-та авіапольова дивізія (Третій Рейх) (нім. 18. Luftwaffen-Feld-Division) — піхотна дивізія Вермахту зі складу військово-повітряних сил, що діяла як звичайна піхота за часів Другої світової війни. У вересні 1944 після битві при Монсі дивізія була розформована, а залишки частин пішли на доукомплектування 18-ї фольксгренадерської дивізії.

## Історія
18-та авіапольова дивізія була сформована в грудні 1942 у Франції в районі Рошфор з підрозділів 52-го авіаційного полку Люфтваффе й згодом була приписана до 1-ї армії.

## Райони бойових дій
- Франція (грудень 1942 — вересень 1944);
- Бельгія (вересень 1944).

## Командування

### Командири
- генерал-майор барон Фердинанд фон Штайн-Лібенштайн цу Баршфельд (нім. Ferdinand Freiherr von Stein-Liebenstein zu Barchfeld) (грудень 1942 — 1 квітня 1943);
- генерал-лейтенант Вольфганг Ердманн (нім. Wolfgang Erdmann) (1 квітня — 26 серпня 1943);
- генерал-майор Фріц Райнсгаген (нім. Fritz Reinshagen) (26 серпня — 27 жовтня 1943);
- генерал-лейтенант Йоахім фон Тресков (нім. Joachim von Tresckow) (1 лютого — вересень 1944).